# Pre war

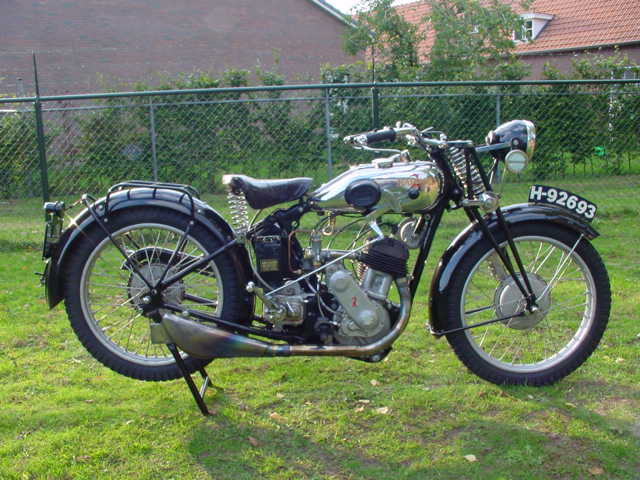
Deze Raleigh 600 cc uit 1932 valt in de klasse Pre war

Pre war is een klasse-indeling bij veteranenritten met motorfietsen.
De benaming wordt onder andere gebruikt door de Engelse Vintage Motor Cycle Club, maar in navolging daarvan ook door de meeste andere verenigingen voor klassieke motorfietsen. 
Pre war duidt de motorfietsen van 1931 tot 1940 aan. Soms wordt ook wel de naam Post vintage genoemd. Zie ook Veteran en Vintage.